# دانشگاه بین‌المللی بودو
دانشگاه بین‌المللی بودو (ژاپنی: 国際武道大学 هپبورن: Kokusai Budō Daigaku) (IBU) یک دانشگاه خصوصی در کاتوسورا، استان چیبا، ژاپن است که در سال ۱۹۸۴ تأسیس شد. این دانشگاه دارای برنامه درسی تخصصی در زمینه تربیت بدنی، به ویژه هنرهای رزمی ژاپنی بودو، ورزش‌ها و فرهنگ فیزیکی است. علاوه بر آموزش هنرهای رزمی، دانشگاه کلاس‌های نظری در موضوعات مختلف، به ویژه تاریخ بودو، نیز ارائه می‌دهد.

## تاریخ
- دانشگاه بین‌المللی بودو در سال ۱۹۸۴ تأسیس شد.
- مدرسه تحصیلات تکمیلی دانشگاه بین‌المللی بودو در سال ۱۹۹۶ تأسیس شد.

## سازمان

### دانشکده‌ها
- دانشکده تربیت بدنی
- دانشکده بودو، شامل:
  - جودو
  - کن‌دو
  - کیودو
  - ناگیناتا
  - کاراته
  - شورینجی کمپو
  - آیکیدو
- دانشکده تمرینات ورزشی
- دانشکده فرهنگ ورزشی بین‌المللی

### مدارس تحصیلات تکمیلی
- هنرهای رزمی و فرهنگ فیزیکی ورزش‌ها
- پزشکی ورزشی
- علم مربیگری
- تمرینات و سلامت

### دوره ویژه
دانشگاه بین‌المللی بودو برنامه سالانه‌ای در زمینه بودو برای دانشجویان خارجی، به نام برنامه تخصصی بودو (別科武道専修課程 Bekka Budō Senshū Katei)ارائه می‌دهد. این برنامه که در سال ۱۹۸۴ آغاز شد، به ۲۰ دانشجو محدود است. برنامه تخصصی بودو بر اساس سال تحصیلی ژاپن، که از آوریل شروع و در مارس به پایان می‌رسد، اجرا می‌شود. برنامه درسی این دوره عمدتاً بر مطالعه پیشرفته جودو یا کن‌دو متمرکز است و به‌طور ثانویه به مطالعه فرهنگ ژاپنی و زبان ژاپنی می‌پردازد. دانشجویان از کشورهای غیرانگلیسی‌زبان می‌توانند در نیمسال دوم به انتخاب خود زبان انگلیسی را مطالعه کنند. دانشجویان می‌توانند در تالار بین‌المللی تبادل ماتسومائه، که در محوطه دانشگاه در کاتوسورا واقع شده است، اقامت کنند.

### سمینار
دانشگاه بین‌المللی بودو هر ساله در ماه مارس میزبان سمینار بین‌المللی فرهنگ بودو (国際武道文化セミナー Kokusai Budō Bunka Seminā) است. این سمینار چند روزه برای هنرجویان بودوی غیرژاپنی که در ژاپن اقامت دارند برگزار می‌شود و هدف آن «تعمیق درک جنبه‌های تاریخی، فلسفی و علمی بودو برای افزایش دوستی متقابل و بین‌المللی کردن فرهنگ سنتی ما» است. این سمینار توسط نیپون بودوکان که دفتر مرکزی آن در توکیو قرار دارد، برگزار می‌شود.

## روابط بین‌المللی
دانشگاه بین‌المللی بودو برنامه‌های تبادل بین‌المللی در سطوح مختلف با هفت دانشگاه حفظ می‌کند، از جمله:
- دانشگاه یونگ این (کره جنوبی)
- دانشگاه دولتی مسکو (روسیه)
- دانشگاه کنکوردیا (اورگان) (ایالات متحده آمریکا)
- دانشگاه فدرال خاور دور (روسیه)
- مؤسسه تربیت بدنی تیانجین (چین)
- کالج بین‌المللی توکای هاوایی (ایالات متحده آمریکا)
- کالج ملی تربیت بدنی تایوان (تایوان)[۶]

## حمل و نقل

### ریل
دانشگاه بین‌المللی بودو از ایستگاه کاتوسورا که توسط خط سوتوبو شرکت راه‌آهن شرق ژاپن خدمات‌رسانی می‌شود، قابل دسترسی است.
از ایستگاه توکیو می‌توان به ایستگاه کاتوسورا رسید:
ایستگاه کاتوسورا از ایستگاه توکیو قابل دسترسی است:
- ۱٫۵ ساعت با قطار اکسپرس مستقیم واکاشیو
- ۲٫۵ ساعت با قطار محلی و یک تعویض در ایستگاه سوگا

پردیس دانشگاه ۱۵ دقیقه پیاده‌روی از ایستگاه فاصله دارد.

### بزرگراه
دانشگاه بین‌المللی بودو از طریق بزرگراه از مسیرهای زیر قابل دسترسی است:
- جاده ملی شماره ۱۲۸ ژاپن
- جاده ملی شماره ۲۹۷ ژاپن[۷]